# Иранска кухня
Иранска кухня (или персийска кухня) е общото наименование, обединяващо кулинарното изкуство на регионите на страната. С древен произход и повлияна от готварските традиции на много култури, с които Персия имала исторически връзки, иранската кухня притежава специфични черти. Характерните за нея ястия са ароматни, нелютиви, често оцветени в жълто-оранжевата гама с шафран и куркума или украсени с яркочервен зерешк.
Най-консумираният продукт е ориз. Приготвя се по начин, при който се избягва неговото слепване. На иранската трапеза той се сервира, ароматизиран и оцветен с шафран. Вторият по количество консумация е хляб – традиционните му видове са с тънка и плоска форма. Основните ястия са предимно месни. За сосовете към тях е типично използването на големи количества зеленина, зеленчуци, сладко-кисели плодове (дюли, нар, сливи, кайсии), зрели и зелени бобови. Зеленината се консумира и в суров вид, като салата. При готвене по традиционни рецепти, за овкусяване на храната вместо лимонов сок се използва сок от неузряло грозде (аб-гуре), сушен лайм (лиму амани).

## Основни продукти

### Ориз
Привнесен в Древна Персия от страните на Югоизточна Азия и Индийски субконтинент оризът е основна храна на персийците още в Сасанидската империя. Днес той е един от най-консумираните продукти в Иран. В страната се произвеждат различни сортове ориз, но за приготвянето му за гарнитура към ястия най-много се използва дългозърнестият вид. При готвенето се целѝ оризът да е добре сварен, но не слепен, а разсипващ се на отделни зрънца.
На персийски суровият ориз се казва берендж. В сварен вид неговото название се определя от начина на приготвянето му. Те са няколко:
- Чело̀ – ориз без добавки, сервира се като гарнитура. Преди същинското готвене често се практикува предварителното накисване на ориза в солена вода. Вари се в обилно количество солена вода до полусварено състояние, прецежда се и се задушава до пълното му омекване. Дъното на използвания съд предварително е намазнено и върху него понякога се нарежда един слой от тънки и плоски резени суров картоф или хляб. В процеса на задушаването на ориза този слой се запържва до златисто и образува хрупкава коричка, наричана тадиг. Тадиг се сервира в отделна чиния. Процесът на задушаване е дълъг и протича на тих огън. По време или накрая на задушаването към ориза се добавя мазнина. Традиционно това е пречистено топено масло.
- Поло̀ – ориз с добавени продукти. Приготвя се като чело, но преди задушаване към полусварения ориз се добавят в зависимост от рецептата месо, зеленчуци, ядки, стафиди, боб, бакла, леща и др. Някои от тях са предварително сварени или полусварени. След това цялата смес се задушава до пълната готовност на ориза.
- Катѐ – използва се за гарнитура, традиционен е за прикаспийските провинции Гилян и Мазандаран. Вари се във вода, в която са добавени сол, мазнина и желаните подправки. Количеството на водата се отмерва така, че тя да се е изпарила изцяло, когато оризът е сварен. Вари се на тих огън, процесът е бавен. При кате също се получава тадиг. В днешен Иран за този начин на приготвяне на ориз се използват специални електрически тенджери, наричани полопаз, с автоматичен режим и фиксирани мерки на ориза и водата.
- Дамѝ – процедурата е като при кате, но оризът е смесен с продуктите, които могат да се сварят заедно с него (булгур, юфка и др.).

- Чело
- Ориз със зелен фасул
- Ориз с леща и стафиди
- Ориз със зеленина
- Тадиг от хляб
- Тадиг от картофи

### Хляб
Вторият по количество консумация продукт е жито. Използва се за различни видове хляб и тестени храни. Иранският хляб, изпечен по традиционен начин, е винаги с плоска форма и относително тънък. Повечето видове хляб имат варианти с поръсени на повърхността семена. Най-популярни са:
- „Лаваш“ – много тънък хляб с кръгла или овална форма. Приготвя се от пшеница в специални фурни. Бързо съхне и е много е траен. Съставките на тестото са брашно, вода и сол.
- „Сангак“ – плосък с правоъгълна или триъгълна форма. Пече се в пещи върху слой от речни камъчета, от това произхожда името му – на персийски „сангак“ означава камъче.
- Тафтун – тънък (3 – 4 mm) хрупкав хляб с овална или кръгла форма.
- Нан-е танур – пече се след втасване в глинени фурни – тандури.
- Барбари – относително другите видове хляб е най-дебел, има силно удължена овална форма. Дължината му е около 70 – 80 cm, ширината 25 – 30 cm.
- Нан-е ганди – сладък хляб.

- Лаваш
- Сангак
- Тафтун
- Нан-е танур
- Барбари
- Нан-е ганди

### Месо, птица, риба
Най-разпространеният вид месо е овнешкото (шилешко, агнешко). Ястията се приготвят също с телешкото и по-рядко говеждото месо. Пилешкото и пуешкото месо се консумира задушено с ориз, печено на шиш или като заместител на червеното месо в рецептите на някои ястия. Свинското месо не се използва, тъй като основната религия в страната е ислям.
Рибните ястия са характерни за крайморските региони на Иран. Най-популярните видове риба са есетра, пъстърва, раиран костур, сьомга, херинга. В иранската кухня използват се всички части на рибата – от хайвер до глава.

### Плодове, зеленчуци, ядки
Плодовете и зеленчуците се консумират не само като десерти или салати, но и като съществена част на ястия и супи.
Дюли, ябълки, сливи са съставки на някои сосове към задушено месо. Освен пресните плодове за сосовете използват се също сушени сливи, кайсии, смокини. Фурмите, които се произвеждат в Иран в големи количества и разнообразни сортове, се употребяват за приготвяне на сладки ястия. Вишни и стафиди участват в някои рецепти за поло.
Зеленчуците, които се използват, са най-разнообразни, но особено популярни са ястията с патладжани.
За иранската кухня е присъщо използването на много зеленина. Сосовете се правят с ревен, спанак, целина, шивес и др. Зелен лук, магданоз, джоджен, копър, пресните листа на репички и др. консумират се също в суров вид – този вид салати се наричат сабзи-хордан. Подобно на зеленчуковите салати, сабзи-хордан се сервира в отделен съд и съпровожда основните трапези.
От ядките най-малко се използват фъстъци. Ядките обикновено се сервират като смес, наречена аджил, която може да включва стафиди и динени и тиквени семки. Кашу, бадеми, шамфъстък се използват и като съставки на деликатесните видове поло. Много е популярно ястието фесенджан, в състава на което има голямо количество смлени орехи и сгъстен сок от нар.

### Подправки
Ястията на иранската кухня са обикновено с мек, нелютив вкус и подчертан аромат и цвят. Предпочитаната цветова гама е жълто-оранжева и за нейното постигане се използват шафран и куркума. Подправките често са във вид на смляна комбинация от няколко вида. Общото название на смесите е адвийе (на персийски: ادویه). Иранската кухня използва всички обичайни за много култури подправки – черен пипер, карамфил, босилек, чубрица и др., но специфичният аромат на нейните ястия се дължи на шафран, куркума, канела, кардамон, сушени венчелистчета на роза, голпар (Heracleum persicum), лиму амани, сушен сминдух, сомаг (шмак).
- Продажба на подправки
- Шафран
- Кардамон
- Лиму амани
- Куркума
- Сомаг

## Меню
По традиция иранците разделят хранителните продукти на „топли“ и „хладни“, свързвайки това не с температура, а с въздействие върху организма. Според едната от тези представи „топлите“ съставки повишават кръвното налягане, а „хладните“ го намаляват. При друга интерпретация се смята, че топлите храни ускоряват храносмилателния процес, а хладните забавят. Пример за топли продукти са ябълки, кардамон, гъби, орехи, риба. Към хладните храни спадат кайсии, моркови, говеждо, ориз. При готвене или комбиниране на различните продукти търси се баланс между тези две категории.
На масата на иранците по време на основното хранене обикновено присъства торши. Макар с общ произход с българската туршия торши се различава от нея. При приготвянето на иранската торши зеленчуците и зеленината заливат се с чист оцет и престояват на тъмно без стерилизация. Торши „узрява“ след седмици, трае с години и с времето придобива по-балансиран и хубав вкус. Видовете торши са разнообразни, но винаги много кисели. Торши се използва като допълнителен овкусител по време на хранене, яде се в малки количества (1 – 3 чаени лъжици).

### Ястия
Основните видове ястия са три: поло, кабаб и хорещ (или хореш). Поло е смес от различни продукти и ориз. Кебаб се наричат шишове месо, изпечени на скара. Кебаб може да има различни гарнитури, към него се сервира и хляб. Хорещ представлява месо, задушено в сос от комбинации на различни зеленчуци, плодове или зеленина. Хорещ се консумира с ориз, който няма добавени продукти.

#### Поло
Поло с включено към него месо се консумира като самостоятелно ястие, поло без месо може да се използва като гарнитура. Разнообразието на продукти за комбиниране с ориз е неограничено. Използват се зеленина, зеленчуци, ядки, сушени и пресни плодове, бобови. Във всички рецепти има включено масло, което се добавя към ориза по време на задушаване. Заместването му с растително олио не се препоръчва, тъй като се губи ароматът. Примерите на някои от популярните поло са дадени за илюстриране на възможните комбинации:
- Албалу-поло – поло със сладко от вишни.
- Багали-поло – поло с бакла и копър, може да се комбинира с пилешко месо.
- Адас-поло – поло с леща, стафиди и месо (обикновено агнешко)
- Естамболи-поло – основната версия представлява ориз с доматена паста. Другите варианти включват месо, зелен фасул, картофи, които се приготвят отделно като много гъст сос и се добавят към ориза преди неговото задушаване.
- Ширин-поло – сладко поло с тънко нарязани бадеми, шамфъстък, стафиди, кора от портокал и/или мандарин, моркови, лук. Не се готви с месо, може да се използва като гарнитура към него.

#### Кабаб
Кабаб или кебаб се наричат печени на скара и нанизани на шишове парчета месо или топчета от кайма. Обикновено се предлага с ориз и в такава комбинация се нарича чело кабаб. Чело кабаб е едно от най-популярните традиционни ирански ястия. Към него допълнително се сервират масло, сомаг, жълтък от сурово яйце, суров лук, печен домат. Жълтъкът и маслото се смесват с горещия ориз, отгоре се поръсва със сомаг. Има няколко основни варианта кабаб, които се различават в зависимост от формата и вида на месото.
- Кабаб-е барг – тесни ленти от филе, често предварително мариновани.
- Кабаб-е кубиде – дълги парчета от мляно месо, закрепени на плоски шишове.
- Джудже кабаб – парчета пилешко месо, мариновани в марината, съдържаща шафран.
- Кабаб-е хосейни – парчета месо, мариновани в смес от кисело мляко, шафран и др.
- Шишлик – шишчета от овнешко месо.
- Кабаб-е солтани – сервират се заедно шишовете с кабаб-е барг и кабаб-е кубиде.

#### Хорещ
Хорещ или хореш е вид готвено ястие от месо с разнообразни сосове от зеленчуци, плодове, бобови и др. Почти винаги присъства задушен или запържен лук. По плътност, структура и външен вид прилича на българските гювеч и яхния. Хорещ се сервира заедно с ориз, комбинацията им е с общото название поло-хорещ. Едни от най-популярните хорещи са:
- Фесенджан – сладко-кисело ястие с тъмнокафяв цвят. Състои се от топчета смляно месо или парчета бяло пилешко месо, задушени заедно със ситно смлени орехи, гъст сироп от нар и захар. Смята се за празнично ястие.
- Хорещ-е бадемджан – месо с патладжани, домати и лук. Ароматизира се и се овкусява с лиму амани и адвие.
- Хорещ-е горме-сабзи – задушено месо (овнешко, телешко) със зрял шарен боб и много зеленина (магданоз, зелен лук, спанак, шивес). Подправките са лиму амани и сминдух. Ястието е с тъмнозелен цвят.
- Хорещ-е бех – сладко-кисело ястие от месо с дюли и сини сливи. Вкусът се балансира с добавянето на лимонов сок и захар. Ароматизира се с канела, кардамон и др.

#### Други
- Долме – сарми от лозови листа с месна кайма, ориз, зеленина, подправки. Консумира се с кисело мляко или секанджабин.
- Котлет – пържени (или печени) кюфтета с овална форма. Съставът им включва кайма от месо, яйца, сварени картофи и лук.
- Шами – пържени (или печени) кюфтета с кръгла форма. За разлика от котлети каймата е от предварително сварено месо. Има варианти с добавяне на нахут, разцепен ситен грах, брашно от леблебия.
- Кале-паче – приготвя се подобно на пача, но с използване на овнешка глава и крака.
- Тачин – ориз, задушен заедно с предварително сварено и мариновано в кисело мляко, яйце и шафран пилешко месо. Част от тази марината се смесва с малко от полусварения ориз и се разстила на дъното на съд. (Съдът трябва да бъде с незалепващо покритие.) Месото се нарежда на слоеве с останалата част от ориза. При сервирането съдът се обръща, така че готовото ястие изпада от него, запазвайки формата си. Украсява със зерешк (плодове на обикновен кисел трън).

### Супи
Освен обичайните като плътност супи в иранската кухня има много гъсти, които се наричат аш. Типичните и особено популярните супи и аш са:
- Абгущ, наричан също дизи – приготвя се от овнешко/агнешко месо, домати, лук, картофи и нахут или боб. Сварените месо и по-голямата част от другите продукти се отделят от супата и се намачкват в отделен съд така, че да се получи хомогенна маса – гущ-е кубиде. Супата и гущ-е кубиде се сервират с хляб. Първо яде се супата с хляб, натопен в нея. След това яде се хляб, намазан с гущ-е кубиде. Основната подправка е куркума.
- Аш-е реще – особено популярен вид. Реще представлява тестен продукт във вид на добре изсушение дълги, тънки и тесни ленти. Освен тях супата съдържа разнообразна ароматна зеленина, зрял боб, нахут и/или леща. Традиционно се подправя с кашк – сух кисело-млечен продукт, той може да се замени с кисело мляко. Супата не съдържа месо.
- Аш-е анар – супа от нар, ароматна зеленина (магданоз, шивес, джоджен), бобови, ориз, лук, месни кюфтенца.
- Аш-е джоу – супа от ечемик, ориз, боб, леща, зеленина, ароматни подправки.

### Предястия
Иранската трапеза започва и свършва с чай, сладки и плодове – предястия не се сервират. Това, което може да се означи като предястие, в иранската традиционна практика съпровожда и допълва основното ястие и се сервира едновременно с него. Към този вид храна могат да се отнесат различни видове смеси на базата на кисело мляко, зеленчукови омлети, известни с общото название куку, и др.
- Маст-о хиар – гъсто кисело мляко с краставици, джоджен, сол. Вариантите са с добавяне на орехи, стафиди.
- Борани – кисело мляко с предварително сварен, изцеден и нарязан спанак, сол.
- Борани-йе бадемджан – кисело мляко с предварително приготвен и ситно нарязан патладжан, запържен лук и чесен, подправки.
- Кашк-е Бадемджан – смес от патладжани, ядки, и кашк.
- Борани-йе лабу – кисело мляко със сварено и надробено червено цвекло и сол. Добавките могат да са джоджен, орехи. Цветът на получената смес е наситено розов.
- Куку-йе сабзи – омлет с много зеленина (магданоз, зелен лук, шивес, копър, джоджен, малко сминдух.), понякога с добавяне на брашно или настърган и изцеден суров картоф, орехи, зерешк и подправки. Пържи се от двете страни или се пече на фурна.
- Куку-йе бадемджан – омлет с предварително приготвен и ситно нарязан патладжан и разнообразни подправки и добавки.

### Десерти
Един от най-специфичните студени ирански десерти, който често се консумира вместо сладолед или се добавя към него, се нарича фалуде. Представлява замразена смес от розова вода, захар, сок от лайм и тънки нишки от нишесте. Традиционният ирански сладолед, бастани сонати, се прави от прясно мляко и яйца, оцветява се и се ароматизира с шафран и розова вода, понякога се добавя салеп.
Други десерти:
- Ферени – мляко с ориз, ароматизирано с розова вода.
- Шоле зард – оризов пудинг на водна основа, ароматизиран и оцветен с шафран, розова вода, кардамон.
- Саману – сладък крем от кълнове на пшеница и вода.
- Халва – запържено в масло пшеничено брашно. Подслажда се чрез изваряване в захарен сироп до свършване на водата.
- Качи – сладък пудинг от запържено брашно, масло, шафран и други подправки. Различава се от халва с по-рядка консистенция.

### Сладки
Традиционните ирански сладкиши могат да се групират в няколко основни категории, с което не се изчерпва тяхното разнообразие.
- Сухи дребни сладки от различни видове брашно (пшеничено, оризово, от препечен нахут). Най-разпространените и популярните са:
  - Нан-e беренджи – топчета от оризово брашно, масло и захар. Имат структура на масленки.
  - Нан-e ноходчи – сладки с форма на 4-листно цвете от брашно от нахут, масло и захар. Имат структура на масленки.
  - Готаб – ситно смлени ядки, увити в тесто от пшеничено брашно.
- Сиропирани сладки – те са сочни, но не мокри, тъй като сиропът или добре се отцежда, или се попива изцяло.
  - Баглава – иранска версия на баклава. Названието обединява голям брой видове, различаващи се по състава и броя на използваните кори и вида и размера на смлените ядки.
  - Бамие – пържени дребни сладки от варено тесто, приготвено от кисело мляко, нишесте и брашно. След сиропиране и оцеждане сладките са хрупкави. Има вид на златисти топчици.
  - Зулбиа – същото като бамие, но е с форма на заплетени нишки.
- Сохан – различни по размер и форма сладки от кълнове на жито, брашно, мед, масло, яйца, шамфъстък, шафран. Вариантът без кълнове, наричан сохан асали, е твърда смес от карамелизирана захар, едри ядки, ароматизиращи и оцветяващи добавки.
- Газ – има външна прилика с българската бяла заговезна халва. За приготвянето му се използва ексудат, събиран от храстите Tamarix gallica, яйчен белтък, захар, ядки (шамфъстък, бадеми), оцветители и ароматизатори (розова вода, шафран). Видовете са няколко, с консистенция, варираща от мека и разтеглива до твърда и чуплива.

### Напитки
Алкохолът е забранен в Иран, така че на обществени места се предлагат само безалкохолни напитки. Консумират се разнообразни плодови сокове и газирани напитки. Традиционните ирански напитки са:
- Дуг – студена напитка, подобна на подсолен айрян, Има газирани и ароматизирани варианти.
- Хакшир или шарбат-е хакшир – студена сладка напитка от семената на Eragrostis tef, консумира се с лед.
- Шарбат-е секанджабин – студена сладко-кисела напитка. Секанджабин е сироп от оцет и мед или захар, освен като основа за напитката използва се също като топинг за маруля или сос за лозови сарми. Напитката шарбат-е секанджабин се получава чрез разреждането на сместта с вода. Има варианти с добавена мента, краставица, лимонова кора.
- Чай – пие се по всяко време на деня и в големи количества.
- Дам-нуш – билков чай.